# Добрада
Добрада (порт. Dobrada)  —  муниципалитет в Бразилии, входит в штат Сан-Паулу. Составная часть мезорегиона Араракара. Входит в экономико-статистический  микрорегион Араракуара. Население составляет 7071 человек на 2006 год. Занимает площадь 150,085 км². Плотность населения — 47,1 чел./км².

## История
Город основан в 1893 году.

## Статистика
- Валовой внутренний продукт на 2003 составляет 62.640.600,00 реалов (данные: Бразильский институт географии и статистики).
- Валовой внутренний продукт на душу населения на 2003 составляет 8.895,29 реалов (данные: Бразильский институт географии и статистики).
- Индекс развития человеческого потенциала на 2000 составляет 0,745  (данные: Программа развития ООН).

## География
Климат местности: субтропический. В соответствии с классификацией Кёппена, климат относится к категории Aw.